# Glomera macrantha
Glomera macrantha är en orkidéart som beskrevs av Johannes Jacobus Smith. Glomera macrantha ingår i släktet Glomera och familjen orkidéer. Inga underarter finns listade i Catalogue of Life.